# Vellinge Väster
Vellinge Väster är en ort i Vellinge kommun. Från 2015 avgränsar SCB här två småorter.